# Małków Nowy
Małków Nowy – osada w Polsce położona w województwie lubelskim, w powiecie hrubieszowskim, w gminie Mircze.
Dawniej wieś nosiła nazwę Małków PGR (Państwowe Gospodarstwo Rolne). W latach 1975–1998 miejscowość administracyjnie należała do województwa zamojskiego. Na początku XXI wieku przyjęła nazwę Małków Nowy. 
Administracyjnie osada wchodzi w skład sołectwa Małków.